# Sammamish
Sammamish est une ville du comté de King dans l'état de Washington, au bord du Lac Sammamish à l'est de Seattle.
Sa population était de 45 780 habitants en 2010 et estimée à 64 548 habitants en 2017.